# Ватерполо за жене на Европским играма 2015.
Женски ватерполо турнир на Европским играма 2015. одржан је у Баку воденом центру у Бакуу, Азербејџан од 12. до 21. јуна 2015. године. Састав репрезентација чине играчице до 17 година.

## Квалификације
| Квалификације                                          | Датум                 | Домаћин    | Број квалификованих | Квалификоване екипе                             |
| ------------------------------------------------------ | --------------------- | ---------- | ------------------- | ----------------------------------------------- |
| Домаћин                                                | –                     | –          | 1                   | Азербејџан                                      |
| Европско јуниорско првенство у ватерполу за жене 2013. | 1.–8. септембра 2013. | Истанбул   | 6                   | Грчка Шпанија Холандија Италија Мађарска Русија |
| Кваликикациони турнир 1                                | 12.–15. марта 2015.   | Ница       | 2                   | Француска Велика Британија                      |
| Квалификациони турнир 2                                | 12.–14. марта 2015.   | Братислава | 2                   | Словачка Израел                                 |
| Квалификациони турнир 3                                | 12.–14. марта 2015.   | Београд    | 2                   | Њемачке Србија                                  |
| Укупно                                                 |                       |            | 12                  |                                                 |

## Први круг
- Сва времена су по средњоевропском времену.

| Легенда                     |
| --------------------------- |
| Квалификован у четвртфинале |
| Квалификован за Плеј-оф     |
| Испали                      |

### Група А
| 12. јун 2015. 09:00 | Детаљи | Холандија                                    | 29 : 1 | Израел | Баку Судије: Светлана Древал РУС, Мартина Куникова СВК |
| 12. јун 2015. 09:00 | Детаљи | Резултати по четвртинама: 5:0, 8:0, 9:1, 7:0 |        |        | Баку Судије: Светлана Древал РУС, Мартина Куникова СВК |

| 12. јун 2015. 09:00 | Детаљи | Мађарска                                     | 21 : 4 | Њемачке | Баку Судије: Флорент Бленкард ФРА, Марко Ерколи ИТА |
| 12. јун 2015. 09:00 | Детаљи | Резултати по четвртинама: 6:1, 6:1, 6:0, 3:2 |        |         | Баку Судије: Флорент Бленкард ФРА, Марко Ерколи ИТА |

| 12. јун 2015. 10:45 | Детаљи | Грчка                                        | 20 : 2 | Велика Британија | Баку Судије: Коломинас Хуан Карлос ШПА, Влахо Радичевић ХРВ |
| 12. јун 2015. 10:45 | Детаљи | Резултати по четвртинама: 4:0, 6:0, 2:1, 8:1 |        |                  | Баку Судије: Коломинас Хуан Карлос ШПА, Влахо Радичевић ХРВ |

| 13. јун 2015. 12:00 | Детаљи | Израел                                       | 3 : 23 | Мађарска | Баку Судије: Мартина Куникова СВК, Андреј Лагиња СЛО |
| 13. јун 2015. 12:00 | Детаљи | Резултати по четвртинама: 0:9, 0:5, 2:6, 1:3 |        |          | Баку Судије: Мартина Куникова СВК, Андреј Лагиња СЛО |

| 13. јун 2015. 13:45 | Детаљи | Велика Британија                             | 8 : 10 | Њемачке | Баку Судије: Флорент Бленкард ФРА, Светлана Древал РУС |
| 13. јун 2015. 13:45 | Детаљи | Резултати по четвртинама: 3:4, 1:3, 2:2, 2:1 |        |         | Баку Судије: Флорент Бленкард ФРА, Светлана Древал РУС |

| 13. јун 2015. 17:30 | Детаљи | Грчка                                        | 14 : 8 | Холандија | Баку Судије: Коломинас Хуан Карлос ШПА, Данијел Бјанко ИТА |
| 13. јун 2015. 17:30 | Детаљи | Резултати по четвртинама: 5:1, 3:3, 3:3, 3:1 |        |           | Баку Судије: Коломинас Хуан Карлос ШПА, Данијел Бјанко ИТА |

| 14. јун 2015. 08:15 | Детаљи | Њемачке                                      | 10 : 1 | Израел | Баку Судије: Данијел Бјанко ИТА, Васили Такенко РУС |
| 14. јун 2015. 08:15 | Детаљи | Резултати по четвртинама: 4:1, 2:0, 1:0, 3:0 |        |        | Баку Судије: Данијел Бјанко ИТА, Васили Такенко РУС |

| 14. јун 2015. 13:45 | Детаљи | Холандија                                    | 19 : 6 | Велика Британија | Баку Судије: Мартина Куникова СВК, Еркан Туркан ТУР |
| 14. јун 2015. 13:45 | Детаљи | Резултати по четвртинама: 2:0, 6:2, 8:3, 3:1 |        |                  | Баку Судије: Мартина Куникова СВК, Еркан Туркан ТУР |

| 14. јун 2015. 17:30 | Детаљи | Мађарска                                     | 11 : 10 | Грчка | Баку Судије: Борис Обрадовић ЦГ, Влахо Радичевић ХРВ |
| 14. јун 2015. 17:30 | Детаљи | Резултати по четвртинама: 3:4, 1:4, 2:1, 5:1 |         |       | Баку Судије: Борис Обрадовић ЦГ, Влахо Радичевић ХРВ |

| 15. јун 2015. 12:00 | Детаљи | Велика Британија                             | 13 : 9 | Израел | Баку Судије: Флорент Бленкард ФРА, Ангилери Масимо МЛТ |
| 15. јун 2015. 12:00 | Детаљи | Резултати по четвртинама: 4:2, 3:1, 4:3, 2:3 |        |        | Баку Судије: Флорент Бленкард ФРА, Ангилери Масимо МЛТ |

| 15. јун 2015. 13:45 | Детаљи | Грчка                                        | 15 : 4 | Њемачке | Баку Судије: Флорент Бленкард ЦГ, Ангилери Масимо ТУР |
| 15. јун 2015. 13:45 | Детаљи | Резултати по четвртинама: 5:0, 3:2, 3:1, 4:1 |        |         | Баку Судије: Флорент Бленкард ЦГ, Ангилери Масимо ТУР |

| 15. јун 2015. 17:30 | Детаљи | Холандија                                    | 14 : 9 | Мађарска | Баку Судије: Раул Торес ШПА, Марк Коганов АЗЕ |
| 15. јун 2015. 17:30 | Детаљи | Резултати по четвртинама: 2:2, 3:4, 5:2, 4:1 |        |          | Баку Судије: Раул Торес ШПА, Марк Коганов АЗЕ |

| 16. јун 2015. 07:30 | Детаљи | Грчка                                        | 19 : 4 | Израел | Баку Судије: Марко Ерколи ИТА, Мартина Куникова СВК |
| 16. јун 2015. 07:30 | Детаљи | Резултати по четвртинама: 3:3, 6:0, 5:0, 5:1 |        |        | Баку Судије: Марко Ерколи ИТА, Мартина Куникова СВК |

| 16. јун 2015. 09:15 | Детаљи | Њемачке                                      | 4 : 16 | Холандија | Баку Судије: Раул Торес ШПА, Миодраг Стефановић СРБ |
| 16. јун 2015. 09:15 | Детаљи | Резултати по четвртинама: 0:4, 0:6, 1:4, 3:2 |        |           | Баку Судије: Раул Торес ШПА, Миодраг Стефановић СРБ |

| 16. јун 2015. 15:00 | Детаљи | Мађарска                                     | 16 : 4 | Велика Британија | Баку Судије: Бењамин Мерсијер ФРА, Васили Такенко РУС |
| 16. јун 2015. 15:00 | Детаљи | Резултати по четвртинама: 5:2, 2:2, 5:0, 4:0 |        |                  | Баку Судије: Бењамин Мерсијер ФРА, Васили Такенко РУС |

|   | Репрезентација   | ОУ | ПО | Н | И | ДГ | ПГ | ГР  | Бод |
| - | ---------------- | -- | -- | - | - | -- | -- | --- | --- |
| 1 | Грчка            | 5  | 4  | 0 | 1 | 78 | 29 | +49 | 12  |
| 2 | Холандија        | 5  | 4  | 0 | 1 | 86 | 34 | +52 | 12  |
| 3 | Мађарска         | 5  | 4  | 0 | 1 | 80 | 35 | +45 | 12  |
| 4 | Њемачке          | 5  | 2  | 0 | 3 | 32 | 61 | -29 | 6   |
| 5 | Велика Британија | 5  | 1  | 0 | 4 | 33 | 74 | -41 | 3   |
| 6 | Израел           | 5  | 0  | 0 | 5 | 18 | 94 | -76 | 0   |

### Група Б
| 12. јун 2015. 10:45 | Детаљи | Шпанија                                      | 17 : 4 | Србија | Баку Судије: Матан Шварц ИЗР, Маус Маркела НЕМ |
| 12. јун 2015. 10:45 | Детаљи | Резултати по четвртинама: 5:0, 2:1, 5:0, 5:3 |        |        | Баку Судије: Матан Шварц ИЗР, Маус Маркела НЕМ |

| 12. јун 2015. 12:30 | Детаљи | Русија                                       | 13 : 4 | Словачка | Баку Судије: Бриан Литлџон БРИ, Габријела Варкони МАЂ |
| 12. јун 2015. 12:30 | Детаљи | Резултати по четвртинама: 2:1, 3:1, 4:2, 4:0 |        |          | Баку Судије: Бриан Литлџон БРИ, Габријела Варкони МАЂ |

| 12. јун 2015. 12:30 | Детаљи | Италија                                      | 22 : 5 | Француска | Баку Судије: Констатинос Киранис ГРЧ, Корнелис Ван Дер Ло ХОЛ |
| 12. јун 2015. 12:30 | Детаљи | Резултати по четвртинама: 6:1, 4:1, 4:0, 8:3 |        |           | Баку Судије: Констатинос Киранис ГРЧ, Корнелис Ван Дер Ло ХОЛ |

| 13. јун 2015. 08:15 | Детаљи | Француска                                    | 3 : 25 | Русија | Баку Судије: Ангилери Масимо МЛТ, Корнелис Ван Дер Ло ХОЛ |
| 13. јун 2015. 08:15 | Детаљи | Резултати по четвртинама: 0:4, 1:8, 1:8, 1:5 |        |        | Баку Судије: Ангилери Масимо МЛТ, Корнелис Ван Дер Ло ХОЛ |

| 13. јун 2015. 10:00 | Детаљи | Србија                                       | 8 : 9 | Словачка | Баку Судије: Констатинос Киранис ГРЧ, Маус Маркела ЊЕМ |
| 13. јун 2015. 10:00 | Детаљи | Резултати по четвртинама: 1:0, 2:1, 4:3, 1:5 |       |          | Баку Судије: Констатинос Киранис ГРЧ, Маус Маркела ЊЕМ |

| 13. јун 2015. 15:45 | Детаљи | Шпанија                                      | 10 : 8 | Италија | Баку Судије: Борис Обрадовић ЦГ, Матак Раду РУМ |
| 13. јун 2015. 15:45 | Детаљи | Резултати по четвртинама: 3:0, 2:2, 2:5, 3:1 |        |         | Баку Судије: Борис Обрадовић ЦГ, Матак Раду РУМ |

| 14. јун 2015. 10:00 | Детаљи | Италија                                      | 17 : 4 | Србија | Баку Судије: Габријела Варкони МАЂ, Андреј Легиња СЛО |
| 14. јун 2015. 10:00 | Детаљи | Резултати по четвртинама: 6:2, 3:0, 3:0, 5:2 |        |        | Баку Судије: Габријела Варкони МАЂ, Андреј Легиња СЛО |

| 14. јун 2015. 12:00 | Детаљи | Словачка                                     | 9 : 5 | Француска | Баку Судије: Вјаћеслав Бјелјевтсов УКР, Кристиан Лендман ЊЕМ |
| 14. јун 2015. 12:00 | Детаљи | Резултати по четвртинама: 5:0, 1:1, 2:2, 1:2 |       |           | Баку Судије: Вјаћеслав Бјелјевтсов УКР, Кристиан Лендман ЊЕМ |

| 14. јун 2015. 15:45 | Детаљи | Русија                                       | 12 : 8 | Шпанија | Баку Судије: Констатинос Киранис ГРЧ, Габор Вогел МАЂ |
| 14. јун 2015. 15:45 | Детаљи | Резултати по четвртинама: 3:1, 3:2, 2:3, 4:2 |        |         | Баку Судије: Констатинос Киранис ГРЧ, Габор Вогел МАЂ |

| 15. јун 2015. 08:15 | Детаљи | Србија                                       | 7 : 9 | Француска | Баку Судије: Спиридон Акладиотис ГРЧ, Кристиан Лендман ЊЕМ |
| 15. јун 2015. 08:15 | Детаљи | Резултати по четвртинама: 0:2, 3:1, 2:4, 2:2 |       |           | Баку Судије: Спиридон Акладиотис ГРЧ, Кристиан Лендман ЊЕМ |

| 15. јун 2015. 10:00 | Детаљи | Шпанија                                      | 20 : 4 | Словачка | Баку Судије: Маус Маркела ЊЕМ, Андреј Легиња СЛО |
| 15. јун 2015. 10:00 | Детаљи | Резултати по четвртинама: 5:1, 3:2, 5:0, 7:1 |        |          | Баку Судије: Маус Маркела ЊЕМ, Андреј Легиња СЛО |

| 15. јун 2015. 15:45 | Детаљи | Италија                                      | 11 : 11 | Русија | Баку Судије: Влахо Радичевић ХРВ, Матан Шварц ИЗР |
| 15. јун 2015. 15:45 | Детаљи | Резултати по четвртинама: 3:3, 2:4, 3:2, 3:2 |         |        | Баку Судије: Влахо Радичевић ХРВ, Матан Шварц ИЗР |

| 16. јун 2015. 11:15 | Детаљи | Словачка                                     | 7 : 18 | Италија | Баку Судије: Габор Вогел МАЂ, Бриан Литлџон БРИ |
| 16. јун 2015. 11:15 | Детаљи | Резултати по четвртинама: 1:4, 1:5, 2:4, 3:5 |        |         | Баку Судије: Габор Вогел МАЂ, Бриан Литлџон БРИ |

| 16. јун 2015. 13:00 | Детаљи | Русија                                       | 28 : 3 | Србија | Баку Судије: Еркан Туркан ТУР, Ангилери Масимо МЛТ |
| 16. јун 2015. 13:00 | Детаљи | Резултати по четвртинама: 9:1, 7:1, 9:0, 3:1 |        |        | Баку Судије: Еркан Туркан ТУР, Ангилери Масимо МЛТ |

| 16. јун 2015. 16:45 | Детаљи | Шпанија                                      | 20 : 5 | Француска | Баку Судије: Констатинос Киранис ГРЧ, Матак Раду РУМ |
| 16. јун 2015. 16:45 | Детаљи | Резултати по четвртинама: 3:0, 8:2, 2:1, 7:2 |        |           | Баку Судије: Констатинос Киранис ГРЧ, Матак Раду РУМ |

|   | Репрезентација | ОУ | ПО | Н | И | ДГ | ПГ | ГР  | Бод |
| - | -------------- | -- | -- | - | - | -- | -- | --- | --- |
| 1 | Русија         | 5  | 4  | 1 | 0 | 89 | 29 | +60 | 13  |
| 2 | Шпанија        | 5  | 4  | 0 | 1 | 75 | 33 | +42 | 12  |
| 3 | Италија        | 5  | 3  | 1 | 1 | 76 | 37 | +39 | 10  |
| 4 | Словачка       | 5  | 2  | 0 | 3 | 33 | 64 | -31 | 6   |
| 5 | Француска      | 5  | 1  | 0 | 4 | 27 | 83 | -56 | 3   |
| 6 | Србија         | 5  | 0  | 0 | 5 | 26 | 80 | -54 | 0   |

## Разигравање за пласман
- Сва времена су по средњоевропском времену.

### од 7. до 12. мјеста
Плеј-оф
| 17. јун 2015. 07:30 | Детаљи | Велика Британија                             | 3 : 11 | Србија | Баку Судије: Спиридон Акладиотис ГРЧ, Габријела Варкони МАЂ |
| 17. јун 2015. 07:30 | Детаљи | Резултати по четвртинама: 1:5, 1:1, 0:4, 1:1 |        |        | Баку Судије: Спиридон Акладиотис ГРЧ, Габријела Варкони МАЂ |

| 17. јун 2015. 09:15 | Детаљи | Израел                                       | 7 (2) : 7 (4) | Француска | Баку Судије: Ангилери Масимо МЛТ, Вјаћеслав Бјелјевтсов УКР |
| 17. јун 2015. 09:15 | Детаљи | Резултати по четвртинама: 0:0, 4:2, 0:3, 3:2 |               |           | Баку Судије: Ангилери Масимо МЛТ, Вјаћеслав Бјелјевтсов УКР |

За 11. мјесто
| 18. јун 2015. 10:00 | Детаљи | Велика Британија                             | 10 : 5 | Израел | Баку Судије: Коломинас Хуан Карлос ШПА, Светлана Древал РУС |
| 18. јун 2015. 10:00 | Детаљи | Резултати по четвртинама: 1:3, 2:1, 3:0, 4:1 |        |        | Баку Судије: Коломинас Хуан Карлос ШПА, Светлана Древал РУС |

Полуфинале
| 18. јун 2015. 11:30 | Детаљи | Србија                                       | 6 : 10 | Словачка | Баку Судије: Еркан Туркан ТУР, Марко Ерколи ИТА |
| 18. јун 2015. 11:30 | Детаљи | Резултати по четвртинама: 2:6, 1:1, 0:1, 3:2 |        |          | Баку Судије: Еркан Туркан ТУР, Марко Ерколи ИТА |

| 18. јун 2015. 14:00 | Детаљи | Француска                                    | 8 : 10 | Њемачке | Баку Судије: Спиридон Акладиотис Грчка, Андреј Легиња СЛО |
| 18. јун 2015. 14:00 | Детаљи | Резултати по четвртинама: 1:5, 1:1, 2:3, 4:1 |        |         | Баку Судије: Спиридон Акладиотис Грчка, Андреј Легиња СЛО |

За 9. мјесто
| 20. јун 2015. 09:00 | Детаљи | Србија                                       | 7 : 3 | Француска | Баку Судије: Мартина Куникова СВК, Бриан Литлџон БРИ |
| 20. јун 2015. 09:00 | Детаљи | Резултати по четвртинама: 3:2, 1:0, 0:1, 3:0 |       |           | Баку Судије: Мартина Куникова СВК, Бриан Литлџон БРИ |

За 7. мјесто
| 20. јун 2015. 10:30 | Детаљи | Словачка                                     | 11 : 13 | Њемачке | Баку Судије: Вјаћеслав Бјелјевтсов УКР, Корнелис Ван Дер Ло ХОЛ |
| 20. јун 2015. 10:30 | Детаљи | Резултати по четвртинама: 1:4, 3:3, 4:4, 3:2 |         |         | Баку Судије: Вјаћеслав Бјелјевтсов УКР, Корнелис Ван Дер Ло ХОЛ |

## Финални круг
- Сва времена су по средњоевропском времену.

|  | Полуфинале    | Полуфинале |               |        | Финале | Финале |
|  |               |            |               |        |        |        |
|  | 18. јун 2015. |            |               |        |        |        |
|  |               |            |               |        |        |        |
|  | Русија        | 17         |               |        |        |        |
|  | Русија        | 17         | 20. јун 2015. |        |        |        |
|  | Италија       | 7          |               |        |        |        |
|  | Италија       | 7          | Русија        | 10 (7) |        |        |
|  | 18. јун 2015. |            | Русија        | 10 (7) |        |        |
|  |               | Шпанија    | 10 (6)        |        |        |        |
|  | Грчка         | Шпанија    | 10 (6)        | 6      |        |        |
|  | Грчка         |            |               | 6      |        |        |
|  | Шпанија       | 9          |               |        |        |        |
|  | Шпанија       | 9          | Треће место   |        |        |        |
|  |               |            |               |        |        |        |
|  | 20. јун 2015. |            |               |        |        |        |
|  |               |            |               |        |        |        |
|  | Италија       | 7          |               |        |        |        |
|  | Италија       | 7          |               |        |        |        |
|  | Грчка         | 8          |               |        |        |        |

### Плеј-оф
| 17. јун 2015. 07:30 | Детаљи | Холандија                                    | 12 : 18 | Италија | Баку Судије: Влахо Радичевић ХРВ, Иван Раковић СРБ |
| 17. јун 2015. 07:30 | Детаљи | Резултати по четвртинама: 3:6, 3:4, 2:5, 4:3 |         |         | Баку Судије: Влахо Радичевић ХРВ, Иван Раковић СРБ |

| 17. јун 2015. 09:15 | Детаљи | Мађарска                                     | 5 : 8 | Шпанија | Баку Судије: Матан Шварц ИЗР, Борис Обрадовић ЦГ |
| 17. јун 2015. 09:15 | Детаљи | Резултати по четвртинама: 1:2, 1:2, 1:1, 2:3 |       |         | Баку Судије: Матан Шварц ИЗР, Борис Обрадовић ЦГ |

### За 5. мјесто
| 20. јун 2015. 12:00 | Детаљи | Холандија                                    | 9 : 10 | Мађарска | Баку Судије: Иван Раковић СРБ, Матак Раду РУМ |
| 20. јун 2015. 12:00 | Детаљи | Резултати по четвртинама: 4:2, 2:1, 0:2, 3:5 |        |          | Баку Судије: Иван Раковић СРБ, Матак Раду РУМ |

### Полуфинале
| 18. јун 2015. 15:30 | Детаљи | Италија                                      | 7 : 17 | Русија | Баку Судије: Маус Маркела ЊЕМ, Матак Раду РУМ |
| 18. јун 2015. 15:30 | Детаљи | Резултати по четвртинама: 0:5, 3:5, 3:2, 1:5 |        |        | Баку Судије: Маус Маркела ЊЕМ, Матак Раду РУМ |

| 18. јун 2015. 17:00 | Детаљи | Шпанија                                      | 9 : 6 | Грчка | Баку Судије: Иван Раковић СРБ, Марк Коганов АЗЕ |
| 18. јун 2015. 17:00 | Детаљи | Резултати по четвртинама: 2:2, 3:2, 2:1, 2:1 |       |       | Баку Судије: Иван Раковић СРБ, Марк Коганов АЗЕ |

### За 3. мјесто
| 20. јун 2015. 15:00 | Детаљи | Италија                                      | 7 : 8 | Грчка | Баку Судије: Светлана Древал РУС, Коломинас Хуан Карлос ШПА |
| 20. јун 2015. 15:00 | Детаљи | Резултати по четвртинама: 3:1, 1:4, 1:3, 2:0 |       |       | Баку Судије: Светлана Древал РУС, Коломинас Хуан Карлос ШПА |

### Финале
| 20. јун 2015. 16:30 | Детаљи | Русија                                       | 10 (7) : 10 (6) | Шпанија | Баку Судије: Габријела Варкони МАЂ, Влахо Радичевић ХРВ |
| 20. јун 2015. 16:30 | Детаљи | Резултати по четвртинама: 3:3, 1:2, 2:3, 4:2 |                 |         | Баку Судије: Габријела Варкони МАЂ, Влахо Радичевић ХРВ |

| 2° мјесто Шпанија | Побједник 1. женског турнира у ватерполу на Европским играма Русија 1° титула | 3° мјесто Грчка |

## Коначан пласман
| Мјесто | Тим              |
| ------ | ---------------- |
| Злато  | Русија           |
| Сребро | Шпанија          |
| Бронза | Грчка            |
| 4.     | Италија          |
| 5.     | Мађарска         |
| 6.     | Холандија        |
| 7.     | Њемачке          |
| 8.     | Словачка         |
| 9.     | Србија           |
| 10.    | Француска        |
| 11.    | Велика Британија |
| 12.    | Израел           |